# 古川潤
古川 潤（ふるかわ じゅん、1967年（昭和47年）- ）とは、栃木県芳賀郡益子町の彫刻家である。
始めは石彫を手掛けていたが、現在は主に木彫で創作活動を行っている。
益子町の町おこしアートイベント「土祭」にも主に木彫のアート作品の展示で参加。
そして「益子陶器市」の「豆カレー屋さん」としても有名である。

## 経歴

### 生い立ち
1967年（昭和47年）、栃木県芳賀郡益子町に生まれる。益子町大羽地区で育つ。
両親がともに益子町在住の陶芸家であったため、土で器を作っていたこともあった。初めは陶芸をやろうと考えていた。しかし、受験勉強をしている最中にデッサンよりも立体で造形をする方が面白くなり、武蔵野美術大学造形学部彫刻学科へと進学した。そして大学で石という素材に出会い、専攻は「石彫」を選択した。石を彫るのが楽しくて仕方なくなり、大学の授業をそっちのけで石を彫り続けた。
1991年（平成3年）に大学を卒業後、国内の野外彫刻展に出品する一方で、1992年（平成4年）にはオーストラリアで開催されたクリスタル国際石彫シンポジウムに参加し、1995年（平成7年）にはインドで開催されたIPCL国際彫刻シンポジウムに参加。石の周りをぐるぐると回りながら１ヵ月半を過ごしながら制作した、切り出された御影石の長方形の原石を、あまり手を加えず、石の角を削ぎ落として面取りをした大作を作り上げた。
そして1996年（平成8年）に益子に帰郷した。
2000年（平成12年）には石彫の大作モニュメントだけではなく、家の中に石彫作品を置いて石彫を日常的な身近に感じられたら、と、時計や電気スタンドなどの用途を考えられた小さな石の彫刻作品の展覧会を開いた。
現在、益子町内には、もえぎ城内坂店前と、「陶芸メッセ・益子」の芝生広場、そして益子小学校の校庭に、それぞれ古川の石彫作品が置かれている。
こうして20年近く、古川は石を彫り続けた。
その後、2010年（平成22年）頃より、古川は石ではなく木を彫り始めた。石彫は彫っている途中で違うものが出来ても修正が難しい。けれども木彫だと微調節をしながら表現をしていくことが出来た。
また古川が彫りたい石は外国産のものが多かった。そのうち、古川は創作活動を長年暮らした益子の、自分が暮らしている中で扱えるもの。身近な素材である木で物を作ることが自然に思えるようになった。
トチノキ、イチョウ、サワラ、ヒノキ、そして栃木県では珍しいクスノキなど、自宅やアトリエで薪のストーブを使っているからか、様々な種類の木が古川の元に集まってきた。伐採されてやってきた木が、茶器やトレーやカラトリーなどの暮らしの道具や、クマ、ヒツジ、イノシシ、カモメ、ペリカン、フクロウ、そしてヒト。実在の動物から、動物と人間を組み合わせた想像的な生き物。または人間となんらかのモノを組み合わせた造形など。現実、架空、創作において線引きなどなく、神話の世界でも夢物語でも、自由に受け止めて欲しい。そう考えながら、自分の中から自然と生まれてくるものを木に彫る創作活動をするようになった。

### 益子陶器市の豆カレー屋さん
また古川は「益子陶器市」の豆カレー屋さんとしても有名である。
前述にある、インドで開催された国際彫刻シンポジウムに参加した時に、インドのカレーに詳しくなった。そしてインドで食べた家庭料理であるレンズ豆のカレー「ダール」を、レシピを後から調べて手に入る食材でアレンジを加えて再現した。そして「益子陶器市」では「見目陶苑」の作家テント村である「KENMOKU広場」の、自身の作品も展示販売している作家テントで、毎回豆カレーを販売している。

### 土祭
益子町の町おこしアートイベント「土祭」には、初回の「土祭2009」から参加した。
第2回目となる「土祭2012」では「森の居留地」を、「土祭2015」では「水ヲ分ケルウツワ」と「手仕事村」への参加、「土祭2018」では「そにどりの森」を、そして「土祭2021」では「七つの神社を巡る」で、主に自分が生まれ育った益子町の上大羽にある鋼神社を舞台として、幼き日の思い出と、益子町を巡る歴史に思いを馳せながら、それぞれ木彫のアート作品を出品し展示している。

## 家族
- 妻・Komichi：古川小道

：東京都文京区に生まれる。大塚テキスタイル専門学校と東京テキスタイル研究所で、染織、デザイン、フェルトワークなどを学ぶ。1980年から服作りを始め、1990年から個展を開催し、グループ展への参加も始める。以降、ミシンワークによる創作活動を行う。「益子陶器市」では夫である古川潤と共に「見目陶苑」「KENMOKU広場」の作家テントで布物を展示販売している。